# Choice B. Randell

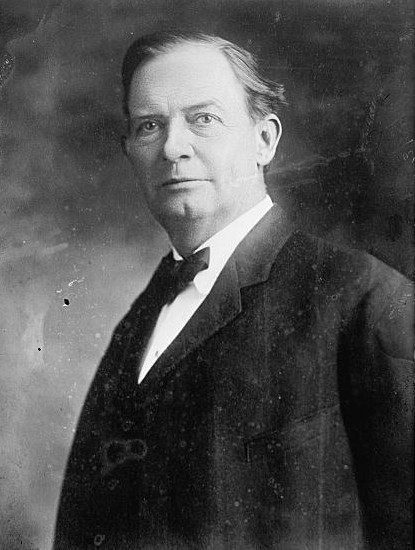
Choice B. Randell

Choice Boswell Randell (* 1. Januar 1857 bei Spring Place, Murray County, Georgia; † 19. Oktober 1945 in Sherman, Texas) war ein US-amerikanischer Politiker. Zwischen 1901 und 1913 vertrat er den Bundesstaat Texas im US-Repräsentantenhaus.

## Werdegang
Choice Randell besuchte sowohl öffentliche als auch private Schulen seiner Heimat sowie das North Georgia Agricultural College in Dahlonega. Nach einem anschließenden Jurastudium und seiner 1878 erfolgten Zulassung als Rechtsanwalt begann er in Denison (Texas) in diesem Beruf zu arbeiten. Im Jahr 1882 verlegte er seine Kanzlei und seinen Wohnsitz nach Sherman. Gleichzeitig schlug er als Mitglied der Demokratischen Partei eine politische Laufbahn ein.
Bei den Kongresswahlen des Jahres 1900 wurde Randell im fünften Wahlbezirk von Texas in das US-Repräsentantenhaus in Washington, D.C. gewählt, wo er am 4. März 1901 die Nachfolge von Joseph Weldon Bailey antrat. Nach fünf Wiederwahlen konnte er bis zum 3. März 1913 sechs Legislaturperioden im Kongress absolvieren. Seit 1903 vertrat er als Nachfolger von Morris Sheppard den vierten Distrikt seines Staates. Im Jahr 1912 strebte er erfolglos die Nominierung seiner Partei für die Wahl zum US-Senat an.
Nach dem Ende seiner Zeit im US-Repräsentantenhaus zog sich Randell aus der Politik zurück. In den folgenden Jahren praktizierte er wieder als Anwalt. Choice Randell starb am 19. Oktober 1945 in Sherman. Er war der Neffe des Kongressabgeordneten Lucius Jeremiah Gartrell (1821–1891) aus Georgia.